# Jimmy Bibrac
Jimmy Bibrac est un chef cuisinier guadeloupéen né à Saint-Claude, en 1979. Il est propriétaire de deux restaurants en Guadeloupe, Ô z'épices et Passion, l'un situé à Bouillante et l'autre à Baie-Mahault.

## Biographie
Très tôt passionné par la cuisine, Jimmy Bibrac obtient un BEP et un CAP cuisinier en 2001.  Puis en 2002, il débute comme cuisinier puis devient chef cuisinier du restaurant Les Tortues situé à Bouillante. Et après avoir suivi des stages de perfectionnement outre-Atlantique, il ouvre son propre restaurant en 2011.
En février 2021, il a été mis à l'honneur par le Mémorial Acte et a proposé aux visiteurs la dégustation de quelques spécialités culinaires guadeloupéennes.

## Concours
En décembre 2020, il représente l'outre-mer au « Grand Concours des régions » et devient lauréat de la « meilleure recette de France ». Proposant aux membres du jury (Yves Camdeborde, Frédérick Ernestine Grasser Hermé, Jean-François Mallet et Kelly Rangama) de déguster un migan de fruit à pain puis un tourment d'amour.  

## Distinctions
- 2020 : Meilleur cuisinier Antilles-Guyane, décerné par le guide gastronomique Gault & Millau[4]
- 2018 : Cuisinier pays (îles de Guadeloupe)
- 2015 : Maître Restaurateur